# 화가자리 알파
화가자리 알파(α Pic, α Pictoris)는 화가자리에서 가장 밝은 별이다. 겉보기 등급은 +3.27로 남반구 도심지에서 맨눈으로 볼 수 있을 정도이다. 이 별은 지구에서 비교적 가까운 편으로 시차를 활용하여 그 거리를 잴 수 있는데, 근삿값으로 5%의 오차 범위 하에 약 97 광년이다. 화가자리 알파는 수성에서 밤하늘을 봤을 때 남극성이 되기도 한다.

## 물리적 특성
화가자리 알파는 목동자리 람다형 항성으로, 그 나이는 약 6억 6천만 년으로 비슷한 부류 별들 중에서 젊은 편에 속한다. 알파의 분광형은 A8 Vn kA6 인데, 여기서 kA6 은 스펙트럼상 일반적인 K-선보다 약함을 뜻한다. A8 V는 알파가 주계열성이라는 뜻이며 그 뒤에 붙은 'n'은 스펙트럼상 흡수선이 넓고 흐릿하다는 의미이다. 이처럼 복잡한 기호가 붙은 이유는 알파가 빠르게 회전하기 때문이며 속도는 초당 206 킬로미터에 이른다. 분광관측을 통해 알파의 흡수선이 시간의 흐름에 따라 불규칙함을 알 수 있는데 이는 별주위 가스가 항성을 향해 움직이기 때문이다. 가스의 정체는 성간물질은 아니며 항성의 자전면에 걸쳐 있는 가스층이다. 여기서 알파별은 껍질별로 분류되는데 이는 최근 알파가 대기 외부층으로부터 질량을 뱉어냈음을 의미한다.
알파의 질량은 태양의 두 배 정도이며 반지름은 태양보다 60% 더 크다. 밝기는 태양의 13 배 정도이고 표면온도는 7530 켈빈이다. 이 온도에서 알파는 흰 빛을 뿜는 것처럼 우리 눈에 보인다. 은하좌표로 나타낸 알파의 우주속도는 초당 U = -22, V = -20, W = -9 킬로미터이다.
히파르코스 계획으로부터 얻은 자료에 따르면 화가자리 알파는 눈으로 볼 때 분리되어 보이지 않는 분광쌍성일 가능성이 있으며 짝별과의 거리는 약 1 천문단위(태양~지구 거리)일 것이다. 알파는 A형 주계열성으로는 드문 엑스선원 항성인데 이는 항성모형에서는 A형 항성에 자기장 다이너모가 없다고 가정하기 때문이다. 이는 알파의 짝별이 엑스선을 방출하기 때문일 가능성이 있다.